# Азартні ігри в Норвегії
Азартні ігри в Норвегії здебільшого є незаконними. Компанії Norsk Tipping та Norsk Rikstoto — єдині в країні, яким дозволено проводити такі ігри. Norsk Tipping пропонує лотереї, ставки на спорт, Keno та кілька інших. Norsk Tipping — це повністю державна компанія, що перебуває під юрисдикцією Міністерства культури та церковних справ, вона визначає, в який час доби можна грати та скільки грошей можна ставити. Для участі в азартних іграх, гравці мають бути старшими за 18 років. Norsk Rikstoto також є державною компанією, це єдина компанія країни, що має право прийому ставок на кінні перегони.
В Норвегії дозволено влаштовувати домашні «азартні вечірки», якщо вони не мають на меті отримання прибутку. За винятком ігор, організованих Norsk Tipping, всі інші форми азартних ігор в інтернеті є незаконними. Уряд зацікавлений, щоб будь-які іноземні компанії припинили свою діяльність на ринку азартних ігор в Норвегії. У червні 2010 року уряд Норвегії прийняв закон, який змусив усі місцеві банки відмовити клієнтам у використанні кредитних та дебетових карток в онлайн- та наземних казино по всьому світу.
Громадяни Норвегії також зобов'язані декларувати як прибуток виграші в інших країнах.

## Історія
Уряд Норвегії завжди суворо контролював дотереї та ігри. Згідно з Норвезького кримінального кодексу 1902 р. законними були лише ті ігри, організовані власниками урядових ліцензій. Таким чином, всі ігри, де випадковим чином визначався переможець, були заборонені.
В ХХ столітті було прийнято три нові акти, що запроваджували деякі винятки. Закон про тоталізатор 1927 року, Закон про ігри (1992) та Закон про лотерею (1995). Вони встановили повну державну монополію в галузі. Закон 1927 р. став основою для надання фонду Norsk Rikstoto права організації ставок на кінні перегони. Наглядом за їхньою діяльністю займалось Міністерство сільського господарства.
Закон про ігри 1992 року надав Norsk Tipping AS ексклюзивні права на керування лото та прийомом ставок на спорт, а Міністерство культури та церковних справ було призначено для нагляду над компанією. Закон про лотерею 1995 року визначав і описував усі форми лотерей та інших ігор.
2020 року уряд країни прийняв закон, згідно якого з 2021 року Норвезьке управління ЗМІ (Medietilsynet) зможе заборонити будь-які види телереклами для іноземних букмекерських компаній. Це викликало протести норвезької філії компанії Discovery Networks, що володіє Eurosport. Через можливу заборону компанія подала до суду на рішення уряду Норвегії. Закон зберігає контрольовані державою монополії Norsk Tipping і Norsk Rikstoto, що викликало невдоволення Норвезької асоціації операторів онлайн-гемблінгу (NBO). Асоціація закликала уряд переглянути закон, запропонувавши замість захисту монополій видавати ліцензії операторам з податковою ставкою 15 %, що гарантувало би податкові надходження розміром 1,22 млрд крон. Як приклад подібної системи, Асоціація привела законодавство Данії.
В березні 2020 року через карантин, викликаний пандемією COVID-19, в Норвегії було закрито всі наземні гральні заклади. Це закриття дозволило стримати розповсюдження пандемії, але разом з тим зменшило прибутки казино й онлайн-закладів, в квітні ставки на спорт впали практично до нуля, але до вересня повернулись на попередній рівень. Згодом Norsk Tipping тимчасово знизив щомісячні ліміти на програші для деяких типів ігор (до 7.500 крон), збільшивши тривалість обов'язкових перерв у грі з 90 секунд до 15 хвилин після години безперервної гри. Денний ліміт програшів було зменшено до 2.000 крон. Окрім того, було заборонено надсилати рекламу азартних ігор клієнтам до 25 років.

## Слоти
Наприкінці 1990-х років експлуатація слотів підпадала під дію регулювання Закону про лотерею 1995 року. Хоча на початку ери ігрових технологій це законодавство вважалося достатнім, але воно не передбачало значного технологічного прогресу та подальшої реакції суспільства.
У 2001 та 2004 роках валовий оборот від ігрових автоматів становив 9 млрд крон та 26 млрд крон. 1990 року це значення сягало всього 200 млн крон, коли слоти становили незначну частину валового обороту сектору ігор та лотерей. 2004 року ігрові автомати принесли 64 % валового обороту та 43 % чистого прибутку галузі.
Галузь ігрових автоматів зростала дуже швидко. Закон про лотерею надавав ліцензії лише благодійним організаціям, але не забороняв приватним компаніям керувати слотами від імені таких організацій та розподіляти прибуток. 2002 року влада почала працювати над обмеженням слотів. Однією з офіційних причин обмеження кількості та введення різних суворих вимог було те, що кількість проблемних гравців зростала майже пропорційно кількості ігрових автоматів. Проєкт законодавства було введено в березні 2003 року, проте зацікавлені комерційні компанії намагалися оскаржити нові правила. Зрештою, в липні 2007 року в Норвегії заборонили ігрові автомати. 2009 року були введені IVT (інтерактивні відео-термінали). Гравці повинні мати спеціальну карту, щоб грати на них.
У грудні 2020 року уряд Норвегіяї виділив 15 млн крон на боротьбу з лудоманією, гроші планувалося направити на дослідження, інформування, профілактику й лікування лудоманії.